# Formación de Suecia

División de Escandinavia tras el tratado de Hamina.

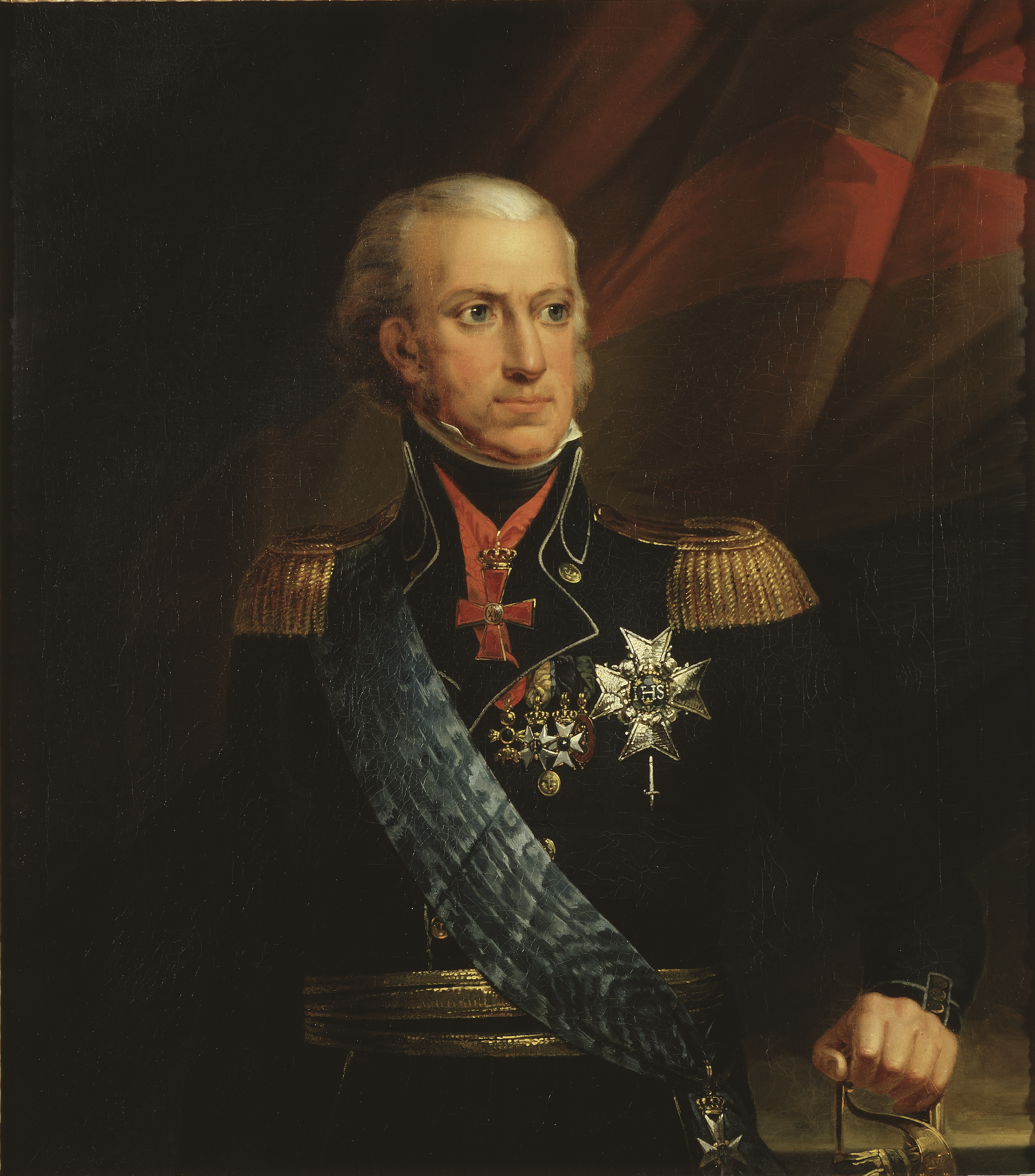
Carlos XIII, rey de Suecia de 1809 a 1818.

La formación de Suecia empieza con el período en que Suecia pierde la guerra finlandesa en 1809. Al ser obligada Finlandia a ceder a los rusos todo su territorio y al ser destronado Gustavo IV Adolfo de Suecia, la autocracia Gustavian reemplazó el estatuto constitucional, nombrándose así la Ley de sucesión sueca de 1809, este acontecimiento hace posible la formación territorial de lo que es la Suecia actual.
Tras el periodo de perdida de las islas Åland y parte de Västerbotten, en 1810 los 1 772 legisladores son influenciados por las ideas de Montesquieu y Sieyès y las noticias de su impacto en la política europea para así acordar la Ley de sucesión. Entre las nuevas reformas constitucionales se encontraba la garantía de acción contra el abuso de poder real, la abolición del consejo privado, mayor poder en los impuestos, la renovación parlamentaría cada cinco años y una prensa legal. Este suceso junto con el tratado de Hamina garantiza un periodo de consistencia gubernamental que tras muchas reformas posteriores de corte democrática perdura hasta la Ley del Riksdag (1974). En aquella época se empieza a dudar de la hegemonía del país como nación con solidez, pero gracias a la actuación inmediata del carismático rey Carlos XIII hasta 1814 el país retoma el respeto de sus fronterizos, pudiéndose formar a su vez la unión con Noruega.